# Carl Schwenk (1852)

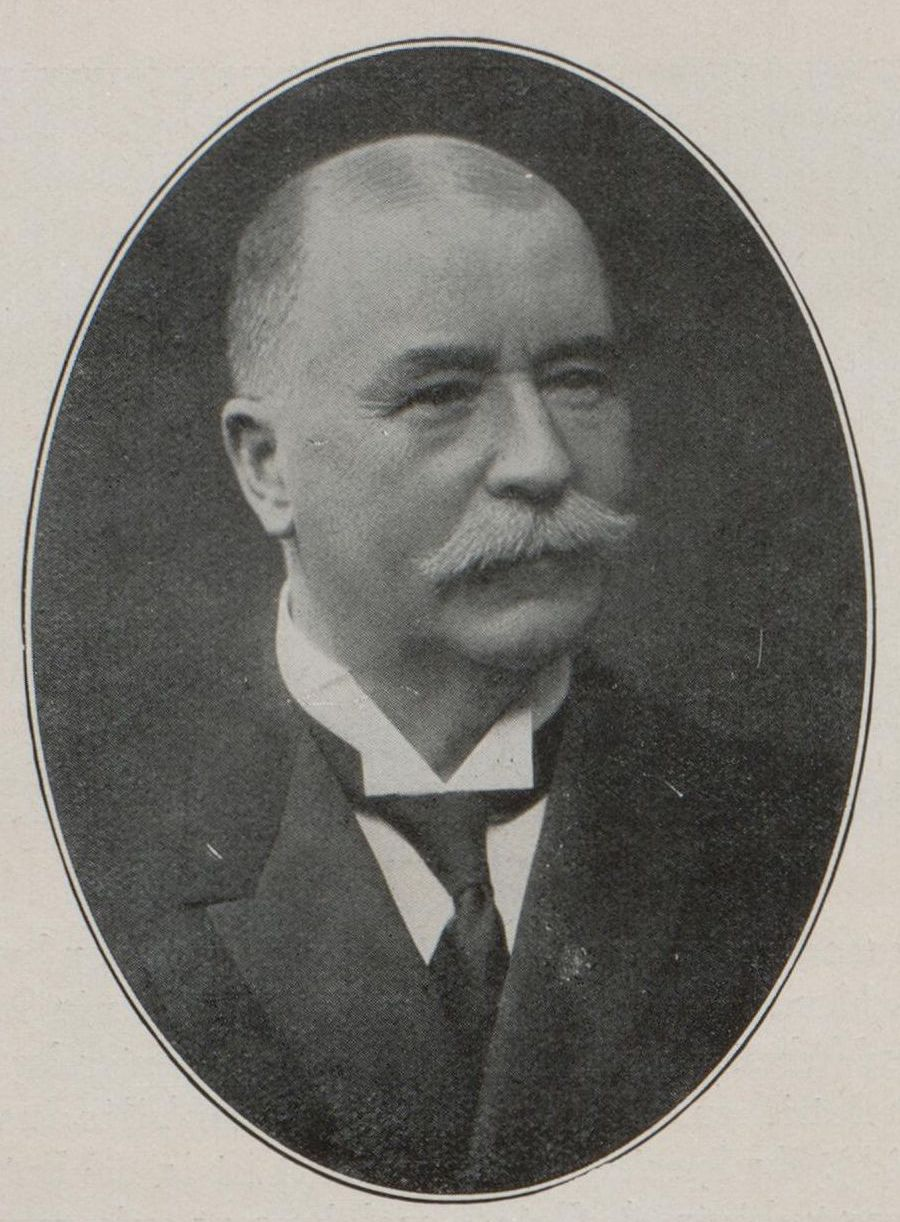
Carl Schwenk, um 1924

Carl Schwenk (* 12. September 1852 in Ulm; † 19. Dezember 1942 ebenda) war ein deutscher Kaufmann und Unternehmer. Er war Inhaber der Firma E. Schwenk, Cement- und Betonsteinwerke Ulm und mehrerer Tochtergesellschaften.

## Leben
Als Sohn des Unternehmensgründers Eduard Schwenk (1812–1869) und seiner Ehefrau Marie Schwenk (geb. Reichardt; 1828–1904) wuchs er in Ulm auf. Die Vorfahren der Familie lassen sich seit 1427 in Ulm nachweisen. Er besuchte die Oberrealschule in Ulm und absolvierte ab 1868 in Stuttgart eine kaufmännische Lehre. Seinen einjährig-freiwilligen Militärdienst leistete er beim königlich württembergischen Feld-Artillerie-Regiment Nr. 13 „König Karl“ in Ulm ab und war später Reserve- bzw. Landwehr-Offizier. Ab 1873 studierte er an der Universität Zürich in den chemischen, technischen und naturwissenschaftlichen Fächern. Hier schloss er sich dem Corps Tigurinia an.
1874 trat er in das 1847 gegründete Unternehmen der Familie ein. Als erste Neuerung richtete er 1875 ein Labor zur Qualitätssicherung der Produktion ein und brachte 1876 die ersten Fertigteile aus Beton (zeitgenössisch „Cementwaren“) auf den Markt.
Am 28. August 1879 heiratete er Lina Ebner, die Tochter des Kommerzienrats Friedrich Ebner und seiner Ehefrau Regina Heinrich.
Ende der 1880er Jahre ging er daran, die Produktionskapazitäten des Unternehmens zu vergrößern. Weitere Zementwerke nahmen am 16. Juli 1889 in Allmendingen und 1901 in Mergelstetten die Produktion auf, 1904 kam ein Terrazzo- und Schotter-Werk in Herrlingen hinzu.
Sein Sohn Carl Schwenk (1883–1978) trat im Jahr 1913 in das Unternehmen ein, unter beider Regie wurde es weiter ausgebaut. Nach dem Ersten Weltkrieg wurde bei der Umwandlung in eine offene Handelsgesellschaft der Sohn offiziell zum Teilhaber. Ende der 1920er Jahre stieg das Unternehmen in den Baustoffhandel ein. 1933 verlagerte man die Produktion von Ulm nach Thalfingen. Eine eigene Weiterentwicklung, die Leichtbauplatte, wurde seit 1930 im Werk Allmendingen produziert.
In Ulm war Carl Schwenk auch kommunalpolitisch engagiert, viele Jahre gehörte er dem Stadtrat an. Da die Familie die Gewinne auch in Aktien anderer Unternehmen investierte, war Schwenk Mitglied in verschiedenen Aufsichtsräten. Dem Deutschen Betonverein gehörte er zuletzt als Ehrenmitglied an. Er wohnte in Ulm, Hindenburgring 29, dem Stammsitz des Unternehmens.

## Auszeichnungen
- 1903 wurde Carl Schwenk zum königlich württembergischen Kommerzienrat ernannt.
- 1923 verlieh ihm die Technische Hochschule Stuttgart die Ehrendoktorwürde (Dr.-Ing. E. h.).
- Die Gemeinden Allmendingen und Forchach in Tirol verliehen ihm die Ehrenbürgerwürde.